# 司徒铃
司徒铃（1914年—1993年），男，广东开平人，中国针灸学家，曾任广州中医学院教授、博士生导师。